# The Eleventh House
The Eleventh House fue un grupo de jazz fusión, liderado a comienzos de los años 1970 por el guitarrista Larry Coryell. La banda se formó en 1973 y se disolvió en 1976. Además de Larry Coryell formaron parte del grupo:
Randy Brecker, trompeta; Mike Mandel, teclados; Danny Trifan, bajo; y Alphonse Mouzon, batería.
El primer álbum, Introducing the Eleventh House with Larry Coryell, se editó en 1973, siguiéndole Live In Montreux y Level One, ambos en 1974. Se publicó un recopilatorio en 1975, titulado Live in Europe.
En 1974, Randy Brecker fue reemplazado por Michael Lawrence y Danny Trifan por John Lee; más tarde, Alphonse Mouzon dejó también la banda (1975), y Gerry Brown tomó su puesto. La última reencarnación del grupo, en 1976, integró al trompetista japonés Terumasa Hino reemplazando a Lawrence, en un contexto mucho más funky. El álbum Aspects, grabado junto con los Brecker Brothers fue el último de la banda en su periodo original. 
En 1977, Coryell y Mouzon reunieron una banda mucho más orientada al jazz rock. Bajo el nombre de "Coryell/Mouzon Band", con John Lee al bajo y Philip Catherine en la segunda guitarra, publicaron un álbum titulado Back Together Again, en Atlantic Records. Realizaron algunas actuaciones más en festivales de jazz y de rock con otros músicos, incluyendo al contrabajista Miroslav Vitous, antes de separarse definitivamente.
Algunos de los miembros originales, concretamente Larry Coryell, Alphonse Mouzon, Mike Mandel y John Lee grabaron un disco en 1984 llamado "The Eleventh House", aunque su música no tenía ya relación alguna con el jazz rock de los 70.
En 1998, The Eleventh House se volvió a reunir para realizar una extensa gira, hasta finales de 1999. Esta nueva versión de la banda, contaba con Larry Coryell, Randy Brecker, Richard Bona o Jeff Berlin en el bajo, y Alphonse Mouzon. En 1999, John Lee se añadió a la banda en ocasiones, al igual que el hijo de Coryell, Julian Coryell, como segundo guitarra; también el trompetista Shunzo Ohno o el saxofonista Donald Harrison, tocaron en varios conciertos, sustituyendo a Brecker.